# Drakväktarens jul
Drakväktarens jul (norska: Dragevokterens jul) är en norsk familje-, äventyrs- och julfilm från 2020 regisserad av Katarina Launing med manus av Lars Gudmestad och Harald Rosenløw-Eeg. Huvudrollerna spelas av Iver Aunbu Sandemose och Isha Zainab Khan som 11-årige Mortimer och Sara. 
Filmen hade en budget på 31.1 miljoner kronor och hade premiär i Norge 30 oktober 2020.
Filmen vann Amandaprisen 2021 i kategorin bästa visuella effekter till Dennis Kleyn och Peer Lemmers.

## Handling
Mortimer bor i staden Kjedly där han träffar Sara som har rymt från en asylmottagning i rädsla för att skickas hem till det krigshärjade hemlandet och har hittat en skadad drakunge. Filmen hade en budget på 31 1 miljoner norska kronor och hade premiär 30 oktober 2020.

## Skådespelare
| Iver Aunbu Sandemose | – Mortimer          |
| Isha Zainab Khan     | – Sara              |
| Anders Baasmo        | – Mortimers far Tim |
| Solveig Kloppen      | – Mortimers mor     |
| Kyrre Haugen Sydness | – Mattis            |

### Svensk version
- Juliette Glader – Sara
- Alexander Avre Carlsson – Mortimer
- Övriga röster – Adil Backman, Cecilia Wrangel, Edit Ljungqvist, Göran Gillinger, Hugo Gummeson, Juni Kinell, Mikael Regenholz, Patrik Berg Almkvisth, Sandra Caménisch, Steve Kratz, Valerie Tocca
- Översättare – Angela Åkerblom
- Dubbningsregissör och inspelningstekniker – Jonne Wilkinson
- Mixtekniker – Roberto Johansson
- Svensk version producerad av IYUNO Media Group[16]